# Eupithecia rubiginifera
Eupithecia rubiginifera là một loài bướm đêm trong họ Geometridae.